# Platycercini
Platycercini  è una tribù di uccelli della famiglia Psittaculidae.

## Tassonomia
Comprende i seguenti generi e specie:
- Prosopeia Bonaparte, 1854
  - Prosopeia splendens (Peale, 1848) - pappagallo splendente cremisi
  - Prosopeia personata (G.R.Gray, 1848) - pappagallo splendente mascherato
  - Prosopeia tabuensis (J.F.Gmelin, 1788) - pappagallo splendente rosso
- Eunymphicus Peters, 1937
  - Eunymphicus cornutus (J.F.Gmelin, 1788) - parrocchetto cornuto
  - Eunymphicus uvaeensis (E.L.Layard & E.L.C.Layard, 1882) - parrocchetto di Uvea
- Cyanoramphus Bonaparte, 1854
  - Cyanoramphus zealandicus † (Latham, 1790) - parrocchetto frontenera
  - Cyanoramphus ulietanus † (J.F.Gmelin, 1788) - parrocchetto di Raiatea
  - Cyanoramphus saisseti J.Verreaux & Des Murs, 1860 - parrocchetto della Nuova Caledonia
  - Cyanoramphus cookii (G.R.Gray, 1859) - parrocchetto di Norfolk
  - Cyanoramphus subflavescens † Salvadori, 1891 - parrocchetto di Lord Howe
  - Cyanoramphus unicolor (Lear, 1831) - parrocchetto degli Antipodi
  - Cyanoramphus auriceps (Kuhl, 1820) - parrocchetto frontegialla
  - Cyanoramphus forbesi Rothschild, 1893 - parrocchetto delle Chatham
  - Cyanoramphus malherbi Souancé, 1857 - parrocchetto di Malherbe
  - Cyanoramphus novaezelandiae (Sparrman, 1787) - parrocchetto fronterossa
  - Cyanoramphus hochstetteri (Reischek, 1889) - parrocchetto di Reischek
  - Cyanoramphus erythrotis † (Wagler, 1832) - parrocchetto di Macquarie
- Platycercus Vigors, 1825
  - Platycercus caledonicus (J.F.Gmelin, 1788) - rosella verde
  - Platycercus elegans   (J.F.Gmelin, 1788) - rosella cremisi
  - Platycercus adscitus   (Latham, 1790) - rosella testachiara
  - Platycercus eximius   (Shaw, 1792) - rosella orientale
  - Platycercus venustus   (Kuhl, 1820) - rosella settentrionale
  - Platycercus icterotis   (Temminck & Kuhl, 1820) - rosella occidentale
- Barnardius Bonaparte, 1854
  - Barnardius zonarius (Shaw, 1805)
- Purpureicephalus Bonaparte, 1854
  - Purpureicephalus spurius (Kuhl, 1820)
- Lathamus Lesson, 1830
  - Lathamus discolor (White, 1790)
- Northiella Mathews, 1912
  - Northiella haematogaster (Gould, 1838)
  - Northiella narethae (H.L.White, 1921)
- Psephotus Gould, 1845
  - Psephotus haematonotus
- Psephotellus Mathews, 1913
  - Psephotellus varius  (A.H.Clark, 1910) - pappagallo della mulga
  - Psephotellus dissimilis  (Collett, 1898) - pappagallo monaco
  - Psephotellus chrysopterygius  (Gould, 1858) - pappagallo spalledorate
  - Psephotellus pulcherrimus † (Gould, 1845) - pappagallo del paradiso